# 165-й истребительный авиационный полк
165-й истребительный авиационный Варшавский ордена Суворова полк (165-й иап) — воинская часть Военно-воздушных сил (ВВС) Вооружённых Сил РККА, принимавшая участие в боевых действиях Великой Отечественной войны.

## Наименования полка
За весь период своего существования полк несколько раз менял своё наименование:
- 165-й истребительный авиационный полк;
- 165-й истребительный авиационный Варшавский полк;
- 165-й истребительный авиационный Варшавский ордена Суворова полк;
- 665-й истребительный авиационный Варшавский ордена Суворова полк;
- Войсковая часть (Полевая почта) 15454.

## Создание полка
165-й истребительный авиационный полк начал формироваться в июле 1940 года на основе директивы НКО СССР в Киевском Особом военном округе на аэродроме города Умань в составе 44-й истребительной авиационной дивизии ВВС КОВО на самолётах И-15бис, И-16 и И-153. Окончил формирование в декабре 1940 года.
| И-15 бис | И-153 | И-16 |

## Переименование полка
165-й истребительный авиационный Варшавский ордена Суворова полк 20 февраля 1949 года был переименован в 665-й истребительный авиационный Варшавский ордена Суворова полк.

## Расформирование полка
665-й истребительный авиационный Варшавский ордена Суворова полк 2 марта 1961 года был расформирован. Офицерский состав (кроме летного) передан на укомплектование вновь сформированной 160-й зенитно-ракетной бригады, которой также передано Знамя полка, наименование «Варшавская» и орден Суворова III степени.

## В действующей армии
В составе действующей армии:
- с 22 июня 1941 года по 29 июня 1941 года;
- с 4 августа 1941 года по 5 октября 1942 года;
- с 2 ноября 1941 года по 30 августа 1942 года;
- с 3 февраля 1943 года по 9 мая 1945 года.

## Командиры полка
- майор, подполковник Маслов Георгий Павлович[4], 06.1941 — 03.1942
- подполковник Хотелев Иосиф Сидорович[4], 03.1942 — 12.1942
- подполковник Семёнов Николай Васильевич[4], 01.1943 — 11.1945

## В составе соединений и объединений
| Период        | Фронт (округ)                                   | армия                | корпус                                 | дивизия                                             | примечание                                                                                     |
| ------------- | ----------------------------------------------- | -------------------- | -------------------------------------- | --------------------------------------------------- | ---------------------------------------------------------------------------------------------- |
| 24.07.1940 г. | Киевский Особый военный округ                   | ВВС округа           |                                        | 44-я истребительная авиационная дивизия             | Умань, И-15бис, И-16 и И-153                                                                   |
| 12.06.1941 г. | Киевский Особый военный округ                   | ВВС округа           |                                        | 44-я истребительная авиационная дивизия             | сдал все самолёты в другие авиачасти                                                           |
| 15.06.1941 г. | Киевский Особый военный округ                   | ВВС округа           |                                        | 63-я смешанная авиационная дивизия                  | аэр. Лысятки, начал перевооружение на ЛаГГ-3                                                   |
| 22.06.1941 г. | Юго-Западный фронт                              | ВВС фронта           |                                        | 63-я смешанная авиационная дивизия                  | аэр. Лысятки, боевой работы не вёл за отсутствием самолётов                                    |
| 29.06.1941 г. | Юго-Западный фронт                              | ВВС фронта           |                                        | 63-я смешанная авиационная дивизия                  | аэр. Лысятки, переформирован по штату 015/134 и убыл в тыл на доукомплектование и переучивание |
| 04.07.1941 г. | Московский военный округ                        | ВВС округа           |                                        | 2-й запасной истребительный авиационный полк        | станция Сейма Горьковской области, начал освоение ЛаГГ-3                                       |
| 03.08.1941 г. | Московский военный округ                        | ВВС округа           |                                        | 2-й запасной истребительный авиационный полк        | станция Сейма Горьковской области, окончил освоение ЛаГГ-3                                     |
| 04.08.1941 г. | Резервный фронт                                 | 43-я армия           | ВВС 43-й армии                         |                                                     | ЛаГГ-3                                                                                         |
| 20.08.1941 г. | Резервный фронт                                 | 43-я армия           | ВВС 43-й армии                         |                                                     | переформирован по штату 015/174, ЛаГГ-3                                                        |
| 10.09.1941 г. | Резервный фронт                                 | 43-я армия           | ВВС 43-й армии                         |                                                     | имел в боевом составе 6 ЛаГГ-3 (из них 3 неисправных)                                          |
| 21.09.1941 г. | Резервный фронт                                 | 43-я армия           | ВВС 43-й армии                         | 10-я смешанная авиационная дивизия                  | ЛаГГ-3                                                                                         |
| 13.10.1941 г. | Московский военный округ                        | ВВС округа           |                                        | 2-й запасной истребительный авиационный полк        | станция Сейма Горьковской области, доукомплектование                                           |
| 28.10.1941 г. | Московский военный округ                        | ВВС округа           |                                        |                                                     | Монино, вошёл в подчинение ГК ВВС КА                                                           |
| 02.11.1941 г. | Западный фронт                                  | ВВС фронта           |                                        | 10-я смешанная авиационная дивизия                  | ЛаГГ-3                                                                                         |
| 22.11.1941 г. | Юго-Западный фронт                              | 3-я армия            | ВВС 3-й армии                          | 11-я смешанная авиационная дивизия                  | ЛаГГ-3                                                                                         |
| 18.12.1942 г. | Брянский фронт                                  | 3-я армия            | ВВС 3-й армии                          | 11-я смешанная авиационная дивизия                  | ЛаГГ-3                                                                                         |
| 13.02.1942 г. | Брянский фронт                                  | 3-я армия            | ВВС 3-й армии                          |                                                     | ЛаГГ-3                                                                                         |
| 28.03.1942 г. | Брянский фронт                                  | 13-я армия           | ВВС 13-й армии                         |                                                     | ЛаГГ-3                                                                                         |
| 12.05.1942 г. | Брянский фронт                                  | 2-я воздушная армия  |                                        | 205-я истребительная авиационная дивизия            | ЛаГГ-3                                                                                         |
| 04.07.1942 г. | Брянский фронт                                  | 2-я воздушная армия  |                                        | 205-я истребительная авиационная дивизия            | передал 12 ЛаГГ-3 в 17-й иап и убыл на доукомплектование                                       |
| 07.07.1942 г. | Брянский фронт                                  | 2-я воздушная армия  |                                        | 4-й отдельный учебно-тренировочный авиационный полк |                                                                                                |
| 02.09.1942 г. | Приволжский военный округ                       | ВВС округа           |                                        | 4-й запасной истребительный авиационный полк        | Моршанск Тамбовской области, освоение Ла-5                                                     |
| 01.02.1943 г. | Приволжский военный округ                       | ВВС округа           |                                        | 4-й запасной истребительный авиационный полк        | Моршанск Тамбовской области, Ла-5                                                              |
| 03.02.1943 г. | Брянский фронт                                  | 15-я воздушная армия |                                        | 286-я истребительная авиационная дивизия            | Ла-5                                                                                           |
| 12.03.1943 г. | Центральный фронт                               | 16-я воздушная армия |                                        | 286-я истребительная авиационная дивизия            | Ла-5                                                                                           |
| 20.10.1943 г. | Белорусский фронт                               | 16-я воздушная армия |                                        | 286-я истребительная авиационная дивизия            | Ла-5                                                                                           |
| 24.02.1944 г. | 1-й Белорусский фронт                           | 16-я воздушная армия |                                        | 286-я истребительная авиационная дивизия            | Ла-5                                                                                           |
| 05.04.1944 г. | Белорусский фронт                               | 16-я воздушная армия |                                        | 286-я истребительная авиационная дивизия            | Ла-5                                                                                           |
| 16.04.1944 г. | 1-й Белорусский фронт                           | 16-я воздушная армия |                                        | 286-я истребительная авиационная дивизия            | Ла-5                                                                                           |
| 01.11.1944 г. | 1-й Белорусский фронт                           | 16-я воздушная армия |                                        | 286-я истребительная авиационная дивизия            | аэр. Шрода, переформирован по штату 015/364                                                    |
| 01.11.1944 г. | 1-й Белорусский фронт                           | 16-я воздушная армия |                                        | 286-я истребительная авиационная дивизия            | получил на вооружение Ла-7                                                                     |
| 09.05.1945 г. | 1-й Белорусский фронт                           | 16-я воздушная армия |                                        | 286-я истребительная авиационная дивизия            | Ла-7, исключён из действующей армии                                                            |
| 10.06.1945 г. | Группа советских оккупационных войск в Германии | 16-я воздушная армия | 3-й истребительный авиационный корпус  | 286-я истребительная авиационная дивизия            | Ла-7                                                                                           |
| 10.02.1949 г. | Группа советских оккупационных войск в Германии | 24-я воздушная армия | 71-й истребительный авиационный корпус | 145-я истребительная авиационная дивизия            | переименование частей и соединений, Ла-7                                                       |
| 01.01.1950 г. | Группа советских оккупационных войск в Германии | 24-я воздушная армия | 71-й истребительный авиационный корпус | 145-я истребительная авиационная дивизия            | МиГ-15                                                                                         |
| 01.10.1952 г. | Одесский военный округ                          | 48-я воздушная армия |                                        | 145-я истребительная авиационная дивизия            | МиГ-15                                                                                         |
| 01.01.1953 г. | Одесский военный округ                          | 48-я воздушная армия |                                        | 145-я истребительная авиационная дивизия            | МиГ-17                                                                                         |
| 02.03.1961 г. | Одесский военный округ                          | 48-я воздушная армия |                                        | 145-я истребительная авиационная дивизия            | МиГ-17                                                                                         |

## Участие в операциях и битвах
| Ла-7 | Ла-5 | ЛаГГ-3 |

- Смоленское сражение — с 4 августа 1941 года по 10 сентября 1941 года.
- Ельнинская операция — с 30 августа 1941 года по 8 сентября 1941 года.
- Тульская оборонительная операция — с 24 октября 1941 года по 16 декабря 1941 года.
- Торопецко-Холмская операция — с 9 января 1942 года по 6 февраля 1942 года.
- Воронежско-Ворошиловградская операция — с 28 июня 1942 года по 4 июля 1942 года.
- Воздушная операция по уничтожению авиации на аэродромах — 6 мая 1943 года.
- Курская битва[5] — с 5 июля 1943 года по 23 августа 1943 года
- Орловская стратегическая наступательная операция[5] — с 12 июля 1943 года по 18 августа 1943 года.
- Черниговско-Припятская операция — с 26 августа 1943 года по 30 сентября 1943 года.
- Гомельско-Речицкая наступательная операция — с 10 ноября 1943 года по 30 ноября 1943 года.
- Освобождение Правобережной Украины — с 24 декабря 1943 года по 17 апреля 1944 года.
- Калинковичско-Мозырская операция — с 8 января 1944 года по 30 января 1944 года.
- Рогачевско-Жлобинская операция — с 21 февраля 1944 года по 26 февраля 1944 года.
- Белорусская операция[5] — с 24 июня 1944 года по 29 августа 1944 года.
- Бобруйская операция — с 24 июня 1944 года по 29 июня 1944 года.
- Минская операция — с 29 июня 1944 года по 4 июля 1944 года.
- Вильнюсская наступательная операция — с 5 июля 1944 года по 16 июля 1944 года.
- Люблин-Брестская операция — с 18 июля 1944 года по 2 августа 1944 года.
- Висло-Одерская операция — с 12 января 1945 года по 3 февраля 1945 года.
- Варшавско-Познанская наступательная операция[5] — с 14 января 1945 года по 3 февраля 1945 года.
- Восточно-Померанская операция — с 10 февраля 1945 года по 4 апреля 1945 года.
- Берлинская наступательная операция — с 16 апреля 1945 года по 8 мая 1945 года.

## Первая победа полка в воздушном бою
Первая известная воздушная победа полка в Отечественной войне одержана 16 августа 1941 года: майор Хотелев И. С. в воздушном бою в районе с. Саево сбил немецкий тяжёлый истребитель Ме-110.

## Почётные наименования
165-му истребительному авиационному полку 19 февраля 1945 года за отличие в боях за овладение городом Варшава присвоено почётное наименование «Варшавский».

## Награды
165-й Варшавский истребительный авиационный полк Указом Президиума Верховного Совета СССР от 28 мая 1945 года за образцовое выполнение боевых заданий командования в боях при прорыве обороны немцев и наступлении на Берлин и проявленные при этом доблесть и мужество награждён орденом «Суворова III степени».

## Благодарности Верховного Главнокомандующего
За проявленные образцы мужества и героизма Верховным Главнокомандующим лётчикам полка в составе 286-й иад объявлены благодарности:
- за освобождение города Нежин[7].
- за освобождение города Гомель[8].
- за прорыв обороны немцев юго-западнее города Жлобин[9].
- за овладение городом Варшава[10].
- за овладение городами Лодзь, Кутно, Томашув (Томашов), Гостынин и Ленчица[11].
- за овладение городами Франкфурт-на-Одере, Вандлитц, Ораниенбург, Биркенвердер, Геннигсдорф, Панков, Фридрихсфелъде, Карлсхорст, Кепеник и вступление в столицу Германии город Берлин[12].
- за овладение городом Берлин[13].

## Отличившиеся воины
- Горелов Сергей Дмитриевич, командир звена 165-го истребительного авиационного полка в июле 1941 — феврале 1942 года, удостоен звание Героя Советского Союза 26 октября 1944 года будучи заместителем командира эскадрильи 111-го гвардейского истребительного авиационного полка 10-й гвардейской истребительной авиационной дивизии 10-го истребительного авиационного корпуса 2-й воздушной армии. Золотая Звезда № 4495.
- Иванов Василий Гаврилович, полковник, командир[14] эскадрильи 165-го истребительного авиационного полка 286-й истребительной авиационной дивизии за мужество и героизм, проявленные при испытаниях новой авиационной техники было Указом Президиума Верховного Совета СССР 9 сентября 1957 года присвоено звание Героя Советского Союза. Золотая Звезда № 11099.

## Лётчики-асы полка
| Фамилия, имя отчество       | Награды | Сбито самолётов | Примечание |
| --------------------------- | ------- | --------------- | --- |
| Анашкин Владимир Алексеевич |         | 6 + 0           | Лётчик полка: июль 1943 — май 1945                                                                                                |
| Боков Павел Сергеевич       |         | 6 + 0           | Лётчик полка: июнь 1943 — май 1945                                                                                                |
| Гоголев Виктор Алексеевич   |         | 5 + 0           | Лётчик полка: июнь 1943 — май 1945. Боевых вылетов: 186; воздушных боев: 14                                                       |
| Горелов Сергей Дмитриевич   |         | 27 + 1          | Лётчик полка: июль 1941 — февраль 1942. Боевых вылетов: 312; воздушных боев: 60                                                   |
| Дудыкин Михаил Евсеевич     |         | 7 + 1 (6 + 1)   | Лётчик полка: июль 1943 — сентябрь 1944.                                                                                          |
| Иванов Василий Гаврилович   |         | 5 + 6 (5 + 1)   | Лётчик полка: февраль 1943 — март 1944. Боевых вылетов: 335                                                                       |
| Калинин Иван Семёнович      |         | 7 + 4           | Лётчик полка: август 1941 — июль 1942. Боевых вылетов: 308; воздушных боев: 44                                                    |
| Отлесный Александр Ефимович |         | 12 + 2          | Лётчик полка: май 1944 — май 1945. Боевых вылетов: 175; воздушных боев: 46                                                        |
| Сухоруков Пётр Корнеевич    |         | 8 + 0           | Лётчик полка: июнь 1943 — февраль 1944. Боевых вылетов: около 200. Погиб 23 февраля 1944 г. в воздушном бою.                      |
| Токарев Александр Иванович  |         | 16 + 0          | Лётчик полка: февраль 1943 — январь 1945. Боевых вылетов: около 250. Погиб 13 января 1945 г. Сбит зенитной артиллерией противника |
| Хотелев Иосиф Сидорович     |         | 7 + 0 (2 + 0)   | Лётчик полка: август 1941 — декабрь 1942.                                                                                         |

## Итоги боевой деятельности полка
Всего за годы Великой Отечественной войны полком:
| Выполнено боевых вылетов | Сбито самолётов в воздухе | Уничтожено самолётов всего |
| ------------------------ | ------------------------- | -------------------------- |
| 7650                     | 146                       | 169                        |

Свои потери:
| Потеряно самолётов, всего | Погибло лётчиков всего |
| ------------------------- | ---------------------- |
| 139                       | 69/3                   |

## Самолёты на вооружении
| Период      | Самолёты |
| ----------- | -------- |
| 1940 — 1941 | И-15бис  |
| 1940 — 1941 | И-16     |
| 1940 — 1941 | И-153    |
| 1941 — 1942 | ЛаГГ-3   |
| 1942 — 1945 | Ла-5     |
| 1945 — 1950 | Ла-7     |
| 1950 — 1953 | МиГ-15   |
| 1953 — 1961 | МиГ-17   |

## Базирование
| Период            | Аэродром                |
| ----------------- | ----------------------- |
| 05.1945 — 06.1945 | Финстервальде, Германия |
| 06.1945 — 06.1945 | Рангсдорф, Германия     |
| 06.1945 — 1947    | Далльгов, Германия      |
| 1947 — 08.1949    | Перлеберг, Германия     |
| 08.1949 — 10.1952 | Лерц, Германия          |
| 10.1952 — 04.1961 | Одесса                  |